# Мацуяма Кьосуке
Кьосуке Мацуяма (19 грудня 1996 , Токіо ) — японський фехтувальник на рапірах, олімпійський чемпіон 2024 року, чемпіон світу та Азії.

## Виступи на Олімпіадах
| Олімпіада  | Дисципліна           | Місце |
| ---------- | -------------------- | ----- |
| Токіо 2020 | індивідуальна рапіра | 14    |
| Токіо 2020 | командна рапіра      | 4     |
| Париж 2024 | індивідуальна рапіра | 10    |
| Париж 2024 | командна рапіра      | 1     |